# Treliça

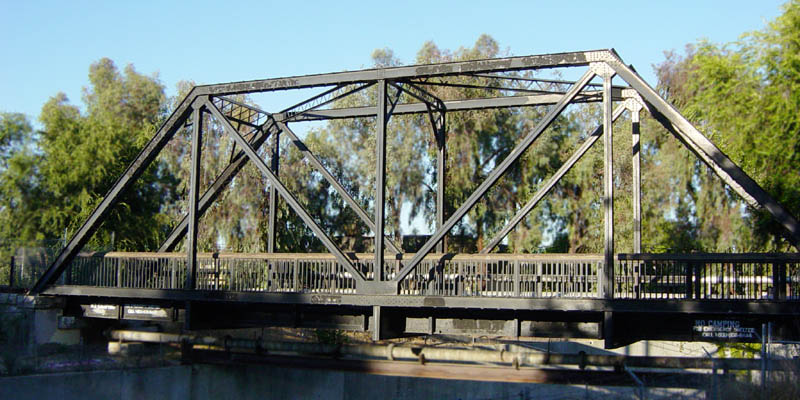
Uma ponte com estrutura em treliça.

Em engenharia de estruturas, uma treliça (do francês treillis) é uma estrutura composta por cinco ou mais unidades triangulares construídas com elementos retos cujas extremidades são ligadas em pontos conhecidos como nós. Forças externas e reacções consideram-se, de forma simplificada, aplicadas nesses mesmos nós. As forças resultantes nos vários elementos das estruturas são de tracção ou compressão devido ao facto de todas as articulações serem tratadas como rotuladas (livre rotação) e pelo facto de, como fora referido, as forças externas e reações serem aplicadas nos nós.
Uma treliça planar/bidimensional é uma estrutura onde todos os membros e os nós se encontram no mesmo plano, enquanto uma treliça espacial/tridimensional tem membros e nós em três dimensões. Ao conjunto de elementos horizontais superiores, dá-se o nome de corda superior, sendo que estes se encontram, normalmente em compressão. Ao conjunto de elementos horizontais inferiores, dá-se o nome de corda inferior, sendo que estes, por seu lado, se encontram em tracção. A treliça é bastante utilizada na construção de barracões e na área de construção civil.

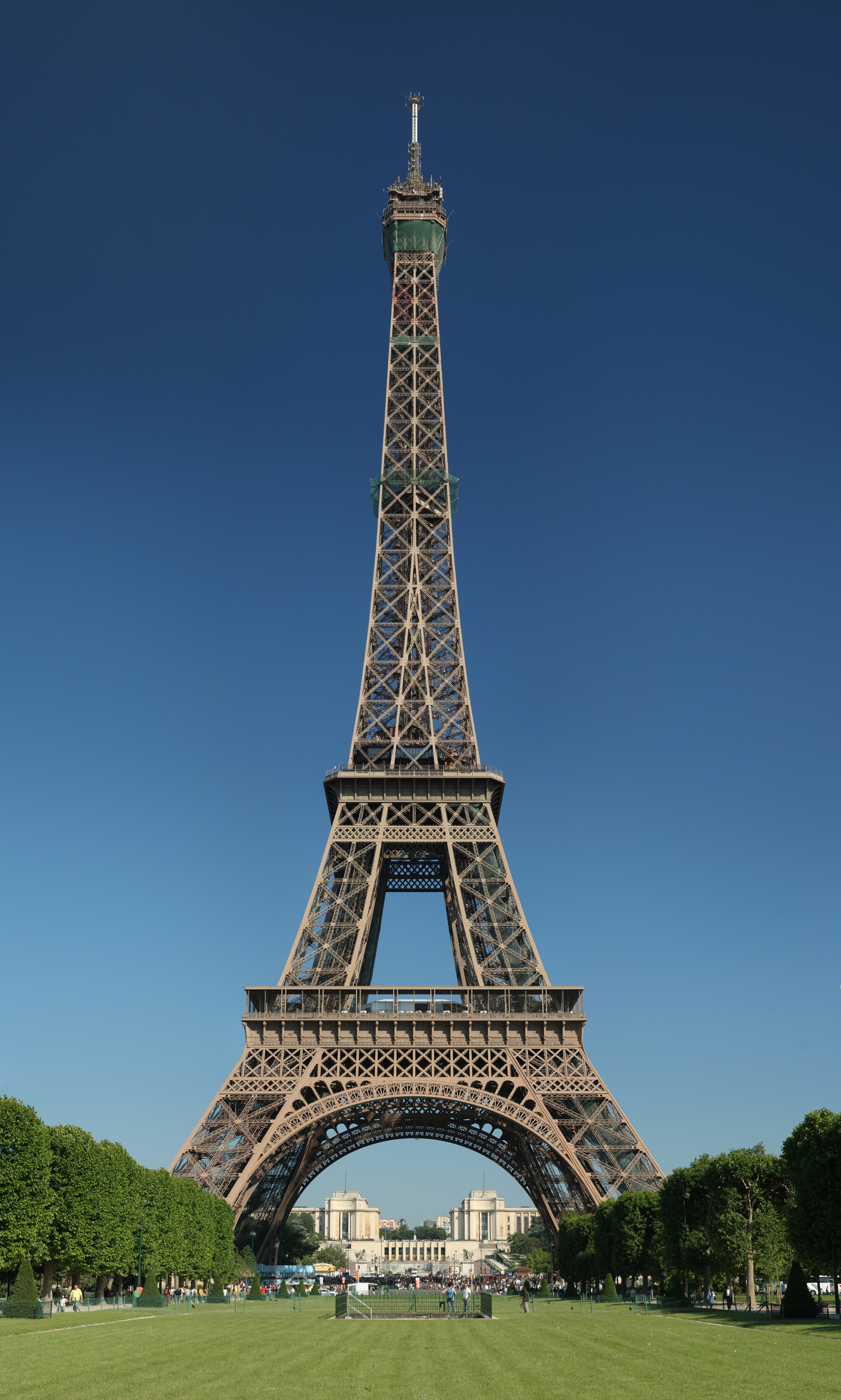
Torre Eiffel, em Paris é um exemplo de uma construção feita de treliça.

Por extensão, o termo "treliça" também se aplica a hastes de madeira dispostas de forma cruzada que são usadas como decoração ou para fins funcionais em portas, janelas, biombos, caramanchões etc.

## Treliças planares

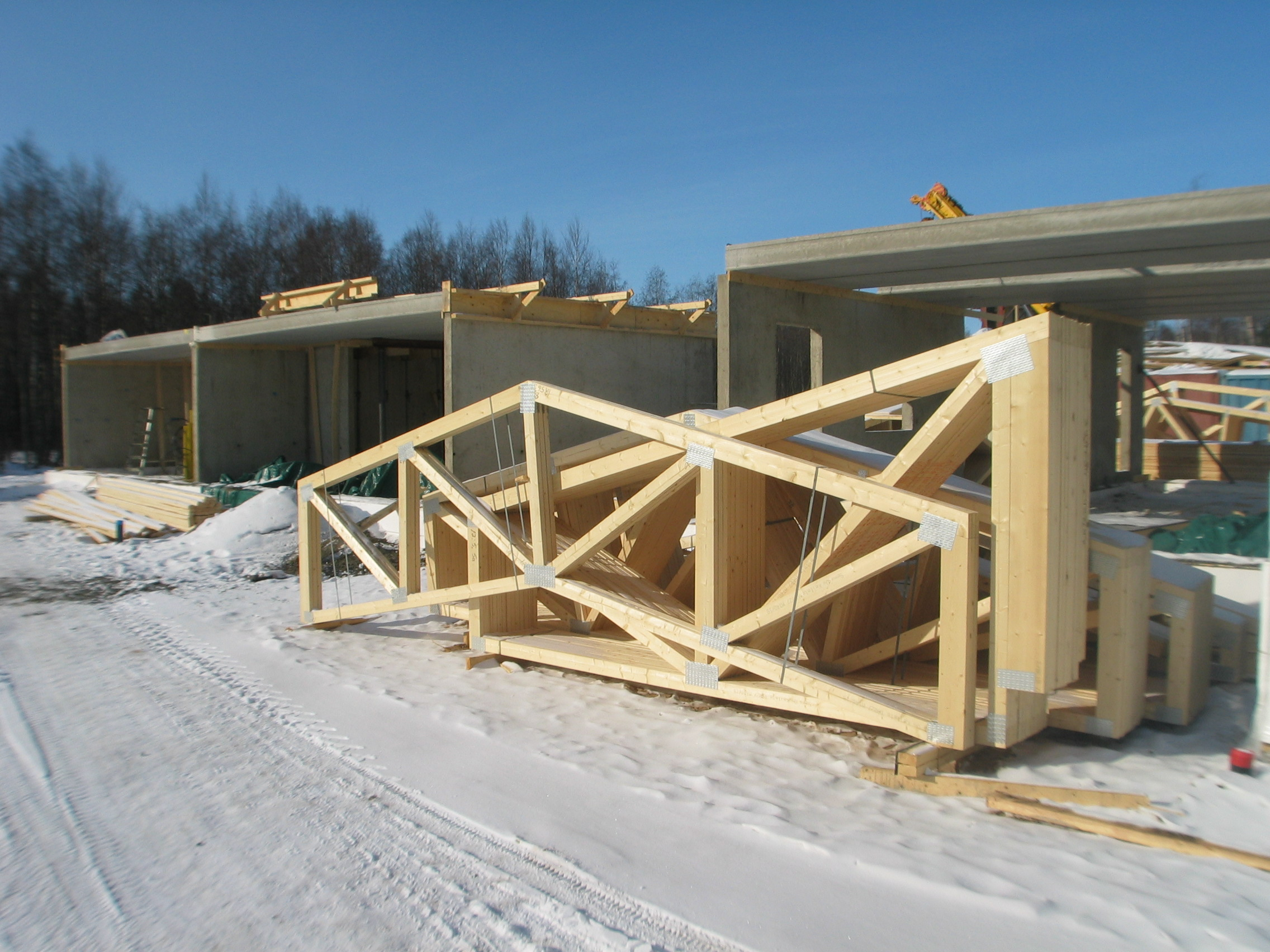
Exemplo de estrutura planar.

A forma mais simples de uma treliça é um único triângulo. Por causa da estabilidade desta forma e os métodos de análise usados para calcular os esforços presentes nos seus elementos , uma treliça composta apenas por associações de triângulos é conhecida por uma treliça simples.
Uma treliça simples é uma estrutura planar (todos os seus elementos se encontram contidos no mesmo plano). Estas estruturas planares são, normalmente, associadas em paralelo para formar estruturas de suporte de telhados e pontes.
A altura de uma treliça, ou melhor, a distância entre a sua corda inferior e superior é o que a torna uma estrutura eficaz. Tendo em conta que, na verdade, uma treliça tem um funcionamento idêntico ao de uma viga (na sua configuração geral) é possível vencer vãos consideravelmente maiores do que aqueles que podem ser vencidos com uma viga.

## Treliça Pratt

Esquema de uma treliça Pratt.

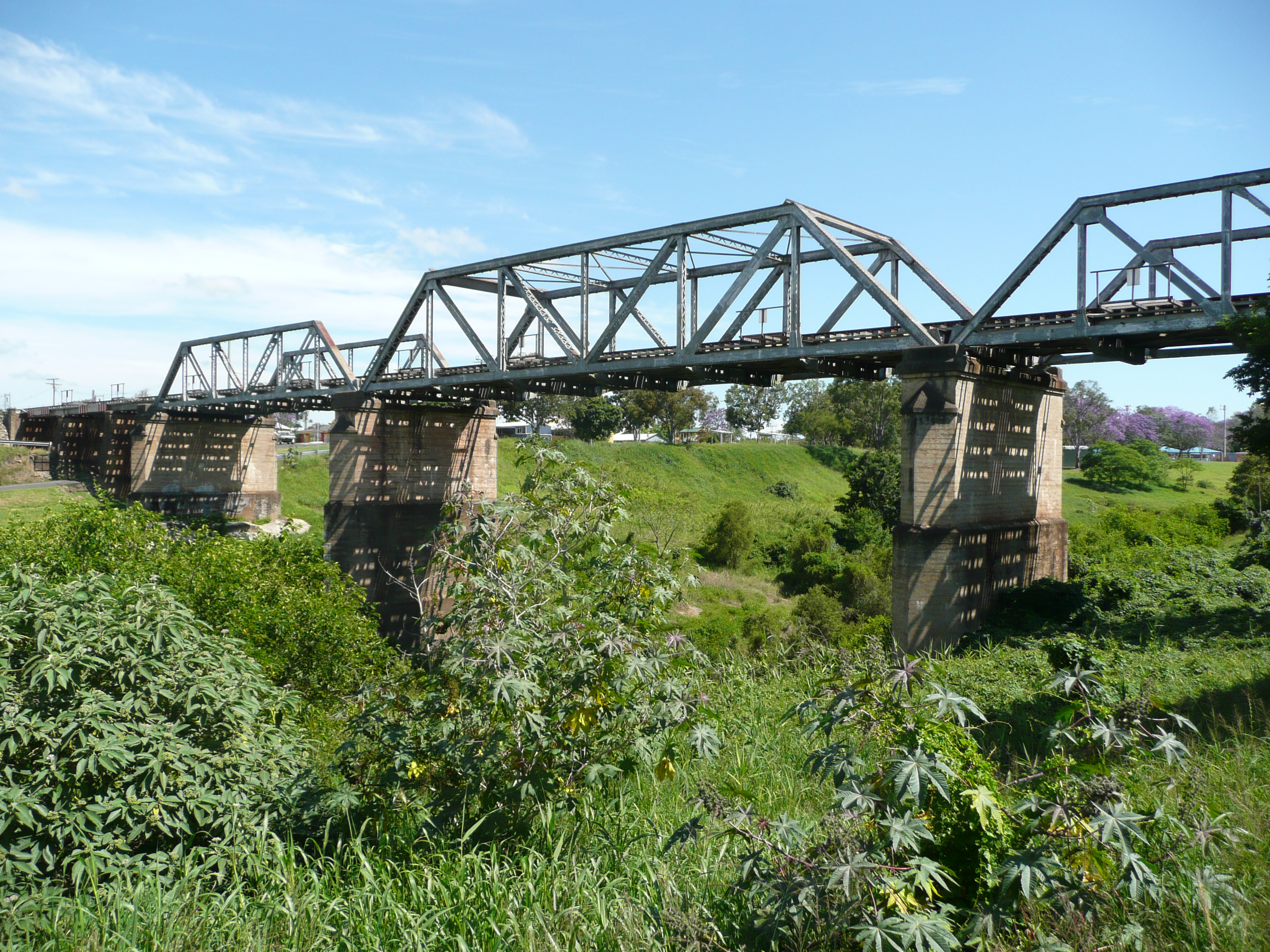
Exemplo prático de treliça Pratt
na "Gatton Railway Bridge".

Uma treliça Pratt inclui membros verticais e diagonais que se inclinam para baixo em direção ao centro, o oposto da treliça Howe. As diagonais interiores estão sob tensão sob carga equilibrada e os elementos verticais sob compressão. Se elementos de tensão puros são usados nas diagonais (como barras oculares), então os elementos de cruzamento podem ser necessários perto do centro para aceitar cargas vivas concentradas à medida que atravessam o vão. Ele pode ser subdividido, criando padrões em forma de Y e K. A treliça Pratt foi inventada em 1844 por Thomas e Caleb Pratt. Esta treliça é prática para uso com vãos de até 250 pés (76 m) e era uma configuração comum para pontes ferroviárias, pois as pontes treliçadas passavam de madeira para metal. São pontes estaticamente determinadas, que se prestam bem a grandes vãos. Eles eram comuns nos Estados Unidos entre 1844 e o início do século 20.
Exemplos de pontes de treliça Pratt são a Governor's Bridge em Maryland, Dearborn River High Bridge perto de Augusta, Montana, construída em 1897, e a Fair Oaks Bridge em Fair Oaks, Califórnia, construída entre 1907 e 1909.
Southbound XPT cruzando Macleay River Railway Bridge - um projeto de treliça Pratt - em Kempsey, NSW, Austrália
A Scenic Bridge perto de Tarkio, Montana é um exemplo de uma ponte de treliça Pratt, onde a estrada está no topo da treliça.

## Treliças tridimensionais
Uma treliça tridimensional é um arranjo estrutural onde todos os seus elementos se encontram ligados na sua extremidade de forma simples. Uma forma de tetraedro é a forma de treliça tridimensional mais simples, composto por seis membros, que se encontram em quatro articulações.
- Tetraedro simples
- Associação de treliças tridimensionais
- Estrutura treliçada tridimensional

## Mecânica de treliças
A treliça que tem elementos biarticulados pode dizer-se isoestática ou hiperestática, dependendo da sua configuração. As Leis de Newton são aplicadas a uma treliça como um todo, assim como para cada nó ou elemento (como em todas as tipologias estruturais gerais). Para qualquer um dos nós permanecer estático, devem ser verificadas as seguintes condições: o somatório de todas as forças horizontais e verticais deve ser igual a zero. A análise destas condições em cada nó, por exemplo, permite determinar as forças em cada elementos da treliça (método do equilíbrio dos nós).
Treliças que são apoiadas em mais de dois diferentes pontos/coordenadas dizem-se hiperestáticas. Neste caso a aplicação das Leis de Newton, por si só, não é suficiente para determinar a magnitude das forças nos vários elementos.
De modo a que uma treliça com apoios articulados seja estável, é necessário que a sua configuração seja uma associação de triângulos. Em termos matemáticos, temos a seguinte condição necessária para que esta estrutura seja estável:
{\displaystyle m\geq 2j-r\qquad \qquad \mathrm {(a)} }
onde m é o número total de elementos da treliça, j é o número total de nós da treliça e r é o número de reações (normalmente, 3 em treliças bidimensionais).
Quando {\displaystyle m=2j-3}, a treliça diz-se isoestática pois os esforços nos elementos e as reacções de apoio podem ser determinados apenas utilizando as Leis de Newton.
O estado isoestático de uma treliça é o "estado limite" de equilíbrio. De facto, caso elemento treliça seja retirado ou falhe, toda a estrutura falha.
Algumas treliças são construídas com um número superior ao mínimo de elementos necessário para se encontrarem devidamente equilibradas. Tais treliças, podem manter-se estáticas quando algum dos seus elementos falhe, sendo que o equilíbrio é estabelecido com um aumento da magnitude de forças nos restantes elementos.